# Montgras
Montgras település Franciaországban, Haute-Garonne megyében. Lakosainak száma 115 fő (2022. január 1.). Montgras Beaufort, Lahage, Rieumes, Sabonnères és Pébées községekkel határos.

## Népesség
A település népességének változása:
| Lakosok száma | 65   | 62   | 46   | 82   | 94   | 102  | 106  | 108  | 111  | 115  |
|               | 1968 | 1982 | 1999 | 2006 | 2011 | 2015 | 2017 | 2018 | 2020 | 2022 |